# Interlands Bulgaars voetbalelftal 2010-2019
Deze pagina toont een chronologisch en gedetailleerd overzicht van de interlands die het Bulgaars voetbalelftal heeft gespeeld in de periode 2010 – 2019.

## Interlands

### 2010
|                                                              |                                                 |       |           |                                                                                           |
| 3 maart Vriendschappelijk № 681 «onderlinge duels» 20:30 uur | Polen                                           | 2 – 0 | Bulgarije | Stadion Polonii Warszawa, Warschau Toeschouwers: 6.800 Scheidsrechter: Sascha Kever (SUI) |
| 3 maart Vriendschappelijk № 681 «onderlinge duels» 20:30 uur | Jakub Błaszczykowski 42' Robert Lewandowski 62' |       |           | Stadion Polonii Warszawa, Warschau Toeschouwers: 6.800 Scheidsrechter: Sascha Kever (SUI) |

|                                                             |                                              |       |                  |                                                                                            |
| 19 mei Vriendschappelijk № 682 «onderlinge duels» 20:30 uur | België                                       | 2 – 1 | Bulgarije        | Koning Boudewijnstadion, Brussel Toeschouwers: 25.000 Scheidsrechter: Michael Weiner (GER) |
| 19 mei Vriendschappelijk № 682 «onderlinge duels» 20:30 uur | Christophe Lepoint 89' Vincent Kompany 90+1' |       | 31' Ivelin Popov | Koning Boudewijnstadion, Brussel Toeschouwers: 25.000 Scheidsrechter: Michael Weiner (GER) |

|                                                             |                        |       |                    |                                                                               |
| 24 mei Vriendschappelijk № 683 «onderlinge duels» 20:30 uur | Zuid-Afrika            | 1 – 1 | Bulgarije          | Orlandostadion, Soweto Toeschouwers: 25.000 Scheidsrechter: Kokou Fagla (TOG) |
| 24 mei Vriendschappelijk № 683 «onderlinge duels» 20:30 uur | Siyabonga Sangweni 19' |       | 31' Valeri Bojinov | Orlandostadion, Soweto Toeschouwers: 25.000 Scheidsrechter: Kokou Fagla (TOG) |

|                                                                  |                   |       |           |                                                                                              |
| 11 augustus Vriendschappelijk № 684 «onderlinge duels» 17:00 uur | Rusland           | 1 – 0 | Bulgarije | Stadion Petrovskij, Sint-Petersburg Toeschouwers: 8.200 Scheidsrechter: Nicola Rizzoli (ITA) |
| 11 augustus Vriendschappelijk № 684 «onderlinge duels» 17:00 uur | Roman Sjirokov 6' |       |           | Stadion Petrovskij, Sint-Petersburg Toeschouwers: 8.200 Scheidsrechter: Nicola Rizzoli (ITA) |

|                                                                             |                                                                       |       |           |                                                                                  |
| 3 september Kwalificatie EK 2012 Groep G № 685 «onderlinge duels» 20:00 uur | Engeland                                                              | 4 – 0 | Bulgarije | Wembley Stadium, Londen Toeschouwers: 73.246 Scheidsrechter: Viktor Kassai (HUN) |
| 3 september Kwalificatie EK 2012 Groep G № 685 «onderlinge duels» 20:00 uur | Jermain Defoe 3' Jermain Defoe 61' Adam Johnson 83' Jermain Defoe 86' |       |           | Wembley Stadium, Londen Toeschouwers: 73.246 Scheidsrechter: Viktor Kassai (HUN) |

|                                                                             |           |                    |            | |
| 7 september Kwalificatie EK 2012 Groep G № 686 «onderlinge duels» 18:30 uur | Bulgarije | 0 – 1              | Montenegro | Vasil Levski Nationaal Stadion, Sofia Toeschouwers: 6.000 Scheidsrechter: Vladislav Bezborodov (RUS) |
| 7 september Kwalificatie EK 2012 Groep G № 686 «onderlinge duels» 18:30 uur |           | 35' Elsad Zverotić |            | Vasil Levski Nationaal Stadion, Sofia Toeschouwers: 6.000 Scheidsrechter: Vladislav Bezborodov (RUS) |

|                                                                           |       |                  |           |                                                                                         |
| 8 oktober Kwalificatie EK 2012 Groep G № 687 «onderlinge duels» 19:30 uur | Wales | 0 – 1            | Bulgarije | Cardiff City Stadium, Cardiff Toeschouwers: 14.061 Scheidsrechter: Jonas Eriksson (SWE) |
| 8 oktober Kwalificatie EK 2012 Groep G № 687 «onderlinge duels» 19:30 uur |       | 48' Ivelin Popov |           | Cardiff City Stadium, Cardiff Toeschouwers: 14.061 Scheidsrechter: Jonas Eriksson (SWE) |

|                                                                 |               |                                               |           |                                                                                     |
| 12 oktober Vriendschappelijk № 688 «onderlinge duels» 18:00 uur | Saoedi-Arabië | 0 – 2                                         | Bulgarije | Ali Sami Yenstadion, Istanboel Toeschouwers: 70 Scheidsrechter: Hüseyin Göçek (TUR) |
| 12 oktober Vriendschappelijk № 688 «onderlinge duels» 18:00 uur |               | 40' Dimitar Rangelov 45' Valeri Domovtsjijski |           | Ali Sami Yenstadion, Istanboel Toeschouwers: 70 Scheidsrechter: Hüseyin Göçek (TUR) |

|                                                                  |           |                  |        |                                                                                              |
| 17 november Vriendschappelijk № 689 «onderlinge duels» 20:30 uur | Bulgarije | 0 – 1            | Servië | Vasil Levski Nationaal Stadion, Sofia Toeschouwers: 1.500 Scheidsrechter: Marius Avram (ROM) |
| 17 november Vriendschappelijk № 689 «onderlinge duels» 20:30 uur |           | 80' Nikola Žigić |        | Vasil Levski Nationaal Stadion, Sofia Toeschouwers: 1.500 Scheidsrechter: Marius Avram (ROM) |

### 2011
|                                                                          |           |       |             |                                                                                                 |
| 26 maart Kwalificatie EK 2012 Groep G № 690 «onderlinge duels» 17:45 uur | Bulgarije | 0 – 0 | Zwitserland | Vasil Levski Nationaal Stadion, Sofia Toeschouwers: 17.000 Scheidsrechter: William Collum (SCO) |
| 26 maart Kwalificatie EK 2012 Groep G № 690 «onderlinge duels» 17:45 uur |           |       |             | Vasil Levski Nationaal Stadion, Sofia Toeschouwers: 17.000 Scheidsrechter: William Collum (SCO) |

|                                                               |        |                   |           |                                                                                         |
| 29 maart Vriendschappelijk № 691 «onderlinge duels» 18:00 uur | Cyprus | 0 – 1             | Bulgarije | Antonis Papadopoulosstadion, Larnaca Toeschouwers: 120 Scheidsrechter: Marco Borg (MLT) |
| 29 maart Vriendschappelijk № 691 «onderlinge duels» 18:00 uur |        | 35' Martin Petrov |           | Antonis Papadopoulosstadion, Larnaca Toeschouwers: 120 Scheidsrechter: Marco Borg (MLT) |

|                                                                        |                     |       |                  |                                                                                     |
| 4 juni Kwalificatie EK 2012 Groep G № 692 «onderlinge duels» 19:30 uur | Montenegro          | 1 – 1 | Bulgarije        | Pod Goricomstadion, Podgorica Toeschouwers: 12.000 Scheidsrechter: Alon Yefet (ISR) |
| 4 juni Kwalificatie EK 2012 Groep G № 692 «onderlinge duels» 19:30 uur | Radomir Đalović 53' |       | 66' Ivelin Popov | Pod Goricomstadion, Podgorica Toeschouwers: 12.000 Scheidsrechter: Alon Yefet (ISR) |

|                                                                  |                     |       |           |                                                                                  |
| 10 augustus Vriendschappelijk № 693 «onderlinge duels» 20:30 uur | Wit-Rusland         | 1 – 0 | Bulgarije | Dynamastadion, Minsk Toeschouwers: 6.500 Scheidsrechter: Nerijus Dunauskas (LTU) |
| 10 augustus Vriendschappelijk № 693 «onderlinge duels» 20:30 uur | Sjarhej Kisljak 33' |       |           | Dynamastadion, Minsk Toeschouwers: 6.500 Scheidsrechter: Nerijus Dunauskas (LTU) |

|                                                                             |           |                                                   |          | |
| 2 september Kwalificatie EK 2012 Groep G № 694 «onderlinge duels» 19:15 uur | Bulgarije | 0 – 3                                             | Engeland | Vasil Levski Nationaal Stadion, Sofia Toeschouwers: 36.521 Scheidsrechter: Frank De Bleeckere (BEL) |
| 2 september Kwalificatie EK 2012 Groep G № 694 «onderlinge duels» 19:15 uur |           | 13' Gary Cahill 21' Wayne Rooney 44' Wayne Rooney |          | Vasil Levski Nationaal Stadion, Sofia Toeschouwers: 36.521 Scheidsrechter: Frank De Bleeckere (BEL) |

|                                                                             |                                                             |       |                |                                                                                 |
| 6 september Kwalificatie EK 2012 Groep G № 695 «onderlinge duels» 20:30 uur | Zwitserland                                                 | 3 – 1 | Bulgarije      | St. Jakob-Park, Bazel Toeschouwers: 16.880 Scheidsrechter: Pavel Královec (CZE) |
| 6 september Kwalificatie EK 2012 Groep G № 695 «onderlinge duels» 20:30 uur | Xherdan Shaqiri 45' Xherdan Shaqiri 62' Xherdan Shaqiri 90' |       | 9' Ivan Ivanov | St. Jakob-Park, Bazel Toeschouwers: 16.880 Scheidsrechter: Pavel Královec (CZE) |

|                                                                |                                                                |       |           |                                                                                          |
| 7 oktober Vriendschappelijk № 696 «onderlinge duels» 19:45 uur | Oekraïne                                                       | 3 – 0 | Bulgarije | Valeri Lobanovskystadion, Kiev Toeschouwers: 16.000 Scheidsrechter: Pavel Královec (CZE) |
| 7 oktober Vriendschappelijk № 696 «onderlinge duels» 19:45 uur | Yevhen Selin 15' Andrij Sjevtsjenko 40' Andrij Sjevtsjenko 82' |       |           | Valeri Lobanovskystadion, Kiev Toeschouwers: 16.000 Scheidsrechter: Pavel Královec (CZE) |

|                                                                            |           |                 |       |                                                                                           |
| 11 oktober Kwalificatie EK 2012 Groep G № 697 «onderlinge duels» 20:05 uur | Bulgarije | 0 – 1           | Wales | Vasil Levski Nationaal Stadion, Sofia Toeschouwers: 1.672 Scheidsrechter: Paweł Gil (POL) |
| 11 oktober Kwalificatie EK 2012 Groep G № 697 «onderlinge duels» 20:05 uur |           | 45' Gareth Bale |       | Vasil Levski Nationaal Stadion, Sofia Toeschouwers: 1.672 Scheidsrechter: Paweł Gil (POL) |

### 2012
|                                                                  |                 |       |                    |                                                                          |
| 29 februari Vriendschappelijk № 698 «onderlinge duels» 17:00 uur | Hongarije       | 1 – 1 | Bulgarije          | ETO Park, Győr Toeschouwers: 10.200 Scheidsrechter: Jonas Eriksson (SWE) |
| 29 februari Vriendschappelijk № 698 «onderlinge duels» 17:00 uur | Ádám Szalai 42' |       | 87' Valeri Bojinov | ETO Park, Győr Toeschouwers: 10.200 Scheidsrechter: Jonas Eriksson (SWE) |

|                                                             |                      |       |                                                |                                                                                                  |
| 26 mei Vriendschappelijk № 699 «onderlinge duels» 19:00 uur | Nederland            | 1 – 2 | Bulgarije                                      | Amsterdam ArenA, Amsterdam Toeschouwers: 45.000 Scheidsrechter: Fernando Teixeira Vitienes (ESP) |
| 26 mei Vriendschappelijk № 699 «onderlinge duels» 19:00 uur | Robin van Persie 45' |       | 49' (pen.) Ivelin Popov 90+3' Iliyan Mitsanski | Amsterdam ArenA, Amsterdam Toeschouwers: 45.000 Scheidsrechter: Fernando Teixeira Vitienes (ESP) |

|                                                             |           |                                    |         |                                                                                      |
| 29 mei Vriendschappelijk № 700 «onderlinge duels» 20:00 uur | Bulgarije | 0 – 2                              | Turkije | Red Bull Arena, Salzburg Toeschouwers: 2.000 Scheidsrechter: Gerhard Grobelnik (AUT) |
| 29 mei Vriendschappelijk № 700 «onderlinge duels» 20:00 uur |           | 22' Ömer Toprak 90+1' Burak Yılmaz |         | Red Bull Arena, Salzburg Toeschouwers: 2.000 Scheidsrechter: Gerhard Grobelnik (AUT) |

|                                                              |                      |       |        |                                                                                            |
| 15 augustus Vriendschappelijk № 701 «onderlinge duels» 20:00 | Bulgarije            | 1 – 0 | Cyprus | Georgi Asparuhovstadion, Sofia Toeschouwers: 400 Scheidsrechter: Christopher Lautier (MLT) |
| 15 augustus Vriendschappelijk № 701 «onderlinge duels» 20:00 | Iliyan Mitsanski 66' |       |        | Georgi Asparuhovstadion, Sofia Toeschouwers: 400 Scheidsrechter: Christopher Lautier (MLT) |

|                                                                             |                                          |       |                                     |                                                                                                  |
| 7 september Kwalificatie WK 2014 Groep B № 702 «onderlinge duels» 20:45 uur | Bulgarije                                | 2 – 2 | Italië                              | Vasil Levski Nationaal Stadion, Sofia Toeschouwers: 12.993 Scheidsrechter: Martin Atkinson (ENG) |
| 7 september Kwalificatie WK 2014 Groep B № 702 «onderlinge duels» 20:45 uur | Stanislav Manolev 30' Georgi Milanov 66' |       | 36' Pablo Osvaldo 40' Pablo Osvaldo | Vasil Levski Nationaal Stadion, Sofia Toeschouwers: 12.993 Scheidsrechter: Martin Atkinson (ENG) |

|                                                                              |                       |       |         |                                                                                                 |
| 11 september Kwalificatie WK 2014 Groep B № 703 «onderlinge duels» 20:00 uur | Bulgarije             | 1 – 0 | Armenië | Vasil Levski Nationaal Stadion, Sofia Toeschouwers: 17.883 Scheidsrechter: Stephan Studer (SUI) |
| 11 september Kwalificatie WK 2014 Groep B № 703 «onderlinge duels» 20:00 uur | Stanislav Manolev 43' |       |         | Vasil Levski Nationaal Stadion, Sofia Toeschouwers: 17.883 Scheidsrechter: Stephan Studer (SUI) |

|                                                                            |                     |       |                      |                                                                                               |
| 12 oktober Kwalificatie WK 2014 Groep B № 704 «onderlinge duels» 20:00 uur | Bulgarije           | 1 – 1 | Denemarken           | Vasil Levski Nationaal Stadion, Sofia Toeschouwers: 42.230 Scheidsrechter: Tony Chapron (FRA) |
| 12 oktober Kwalificatie WK 2014 Groep B № 704 «onderlinge duels» 20:00 uur | Dimitar Rangelov 7' |       | 40' Nicklas Bendtner | Vasil Levski Nationaal Stadion, Sofia Toeschouwers: 42.230 Scheidsrechter: Tony Chapron (FRA) |

|                                                                            |          |       |           |                                                                                       |
| 16 oktober Kwalificatie WK 2014 Groep B № 705 «onderlinge duels» 20:00 uur | Tsjechië | 0 – 0 | Bulgarije | Generali Arena, Praag Toeschouwers: 16.163 Scheidsrechter: Vladislav Bezborodov (RUS) |
| 16 oktober Kwalificatie WK 2014 Groep B № 705 «onderlinge duels» 20:00 uur |          |       |           | Generali Arena, Praag Toeschouwers: 16.163 Scheidsrechter: Vladislav Bezborodov (RUS) |

|                                                                  |           |                        |          |                                                                                               |
| 14 november Vriendschappelijk № 706 «onderlinge duels» 17:00 uur | Bulgarije | 0 – 1                  | Oekraïne | Vasil Levski Nationaal Stadion, Sofia Toeschouwers: 2.000 Scheidsrechter: Milorad Mažić (SRB) |
| 14 november Vriendschappelijk № 706 «onderlinge duels» 17:00 uur |           | 34' Oleksandr Koetsjer |          | Vasil Levski Nationaal Stadion, Sofia Toeschouwers: 2.000 Scheidsrechter: Milorad Mažić (SRB) |

### 2013
|                                                                          | |       |       | |
| 22 maart Kwalificatie WK 2014 Groep B № 707 «onderlinge duels» 17:00 uur | Bulgarije | 6 – 0 | Malta | Vasil Levski Nationaal Stadion, Sofia Toeschouwers: 18.000 Scheidsrechter: Eitan Shmuelevich (ISR) |
| 22 maart Kwalificatie WK 2014 Groep B № 707 «onderlinge duels» 17:00 uur | Aleksandar Tonev 6' Aleksandar Tonev 38' Ivelin Popov 47' Emil Gargorov 55' Aleksandar Tonev 68' Ivan Ivanov 78' |       |       | Vasil Levski Nationaal Stadion, Sofia Toeschouwers: 18.000 Scheidsrechter: Eitan Shmuelevich (ISR) |

|                                                                          |                         |       |                       |                                                                             |
| 26 maart Kwalificatie WK 2014 Groep B № 708 «onderlinge duels» 20:30 uur | Denemarken              | 1 – 1 | Bulgarije             | Parken, Kopenhagen Toeschouwers: 23.000 Scheidsrechter: Fırat Aydınus (TUR) |
| 26 maart Kwalificatie WK 2014 Groep B № 708 «onderlinge duels» 20:30 uur | Daniel Agger 63' (pen.) |       | 51' Stanislav Manolev | Parken, Kopenhagen Toeschouwers: 23.000 Scheidsrechter: Fırat Aydınus (TUR) |

|                                                             |       |                                               |           |                                                                               |
| 30 mei Vriendschappelijk № 709 «onderlinge duels» 19:20 uur | Japan | 0 – 2                                         | Bulgarije | Toyotastadion, Toyota Toeschouwers: 41.353 Scheidsrechter: Kim Sang-woo (KOR) |
| 30 mei Vriendschappelijk № 709 «onderlinge duels» 19:20 uur |       | 3' Stanislav Manolev 70' (e.d.) Makoto Hasebe |           | Toyotastadion, Toyota Toeschouwers: 41.353 Scheidsrechter: Kim Sang-woo (KOR) |

|                                                             |                    |       |                                  |                                                                                 |
| 4 juni Vriendschappelijk № 710 «onderlinge duels» 19:00 uur | Kazachstan         | 1 – 2 | Bulgarije                        | Zentralstadion, Almaty Toeschouwers: 15.200 Scheidsrechter: Aliyar Ağayev (AZE) |
| 4 juni Vriendschappelijk № 710 «onderlinge duels» 19:00 uur | Dmitriy Shomko 89' |       | 55' Georgi Iliev 60' Ivan Ivanov | Zentralstadion, Almaty Toeschouwers: 15.200 Scheidsrechter: Aliyar Ağayev (AZE) |

|                                                                  |                                                   |       |           |                                                                                       |
| 14 augustus Vriendschappelijk № 711 «onderlinge duels» 19:30 uur | Macedonië                                         | 2 – 0 | Bulgarije | Philip II Arena, Skopje Toeschouwers: 4.000 Scheidsrechter: Milenko Vukadinović (SRB) |
| 14 augustus Vriendschappelijk № 711 «onderlinge duels» 19:30 uur | Agim Ibraimi 83' (pen.) Aleksandar Trajkovski 86' |       |           | Philip II Arena, Skopje Toeschouwers: 4.000 Scheidsrechter: Milenko Vukadinović (SRB) |

|                                                                             |                       |       |           |                                                                                         |
| 6 september Kwalificatie WK 2014 Groep B № 712 «onderlinge duels» 20:45 uur | Italië                | 1 – 0 | Bulgarije | Stadio Renzo Barbera, Palermo Toeschouwers: 28.662 Scheidsrechter: Carlos Velasco (ESP) |
| 6 september Kwalificatie WK 2014 Groep B № 712 «onderlinge duels» 20:45 uur | Alberto Gilardino 38' |       |           | Stadio Renzo Barbera, Palermo Toeschouwers: 28.662 Scheidsrechter: Carlos Velasco (ESP) |

|                                                                              |                    |       |                                        |                                                                                     |
| 10 september Kwalificatie WK 2014 Groep B № 713 «onderlinge duels» 20:00 uur | Malta              | 1 – 2 | Bulgarije                              | Ta' Qalistadion, Ta' Qali Toeschouwers: 4.844 Scheidsrechter: Alexandru Tudor (ROM) |
| 10 september Kwalificatie WK 2014 Groep B № 713 «onderlinge duels» 20:00 uur | Edward Herrera 78' |       | 9' Radoslav Dimitrov 59' Emil Gargorov | Ta' Qalistadion, Ta' Qali Toeschouwers: 4.844 Scheidsrechter: Alexandru Tudor (ROM) |

|                                                                            |                                        |       |                  |                                                                                                   |
| 11 oktober Kwalificatie WK 2014 Groep B № 714 «onderlinge duels» 20:00 uur | Armenië                                | 2 – 1 | Bulgarije        | Republican Vazgen Sargsyanstadion, Jerevan Toeschouwers: 10.500 Scheidsrechter: Felix Brych (GER) |
| 11 oktober Kwalificatie WK 2014 Groep B № 714 «onderlinge duels» 20:00 uur | Aras Özbiliz 45+1' Joera Movsisjan 87' |       | 61' Ivelin Popov | Republican Vazgen Sargsyanstadion, Jerevan Toeschouwers: 10.500 Scheidsrechter: Felix Brych (GER) |

|                                                                            |           |                  |          |                                                                                                |
| 15 oktober Kwalificatie WK 2014 Groep B № 715 «onderlinge duels» 20:15 uur | Bulgarije | 0 – 1            | Tsjechië | Vasil Levski Nationaal Stadion, Sofia Toeschouwers: 25.464 Scheidsrechter: Viktor Kassai (HUN) |
| 15 oktober Kwalificatie WK 2014 Groep B № 715 «onderlinge duels» 20:15 uur |           | 52' Bořek Dočkal |          | Vasil Levski Nationaal Stadion, Sofia Toeschouwers: 25.464 Scheidsrechter: Viktor Kassai (HUN) |

### 2014
|                                                              |                                         |       |                    |                                                                                                   |
| 5 maart Vriendschappelijk № 716 «onderlinge duels» 18:00 uur | Bulgarije                               | 2 – 1 | Wit-Rusland        | Vasil Levski Nationaal Stadion, Sofia Toeschouwers: 500 Scheidsrechter: Milenko Vukadinović (SRB) |
| 5 maart Vriendschappelijk № 716 «onderlinge duels» 18:00 uur | Georgi Milanov 14' Vladimir Gadzhev 66' |       | 86' Sergej Krivets | Vasil Levski Nationaal Stadion, Sofia Toeschouwers: 500 Scheidsrechter: Milenko Vukadinović (SRB) |

|                                                             |                             |       |                      |                                                                                 |
| 23 mei Vriendschappelijk № 717 «onderlinge duels» 16:30 uur | Canada                      | 1 – 1 | Bulgarije            | Sonnenseestadion, Ritzing Toeschouwers: 50 Scheidsrechter: Harald Lechner (AUT) |
| 23 mei Vriendschappelijk № 717 «onderlinge duels» 16:30 uur | Atiba Hutchinson 27' (pen.) |       | 19' Andrej Galabinov | Sonnenseestadion, Ritzing Toeschouwers: 50 Scheidsrechter: Harald Lechner (AUT) |

|                                                                             |                  |       |                                             |                                                                            |
| 9 september Kwalificatie EK 2016 Groep H № 718 «onderlinge duels» 18:00 uur | Azerbeidzjan     | 1 – 2 | Bulgarije                                   | Bakcell Arena, Bakoe Toeschouwers: 10.000 Scheidsrechter: Alon Yefet (ISR) |
| 9 september Kwalificatie EK 2016 Groep H № 718 «onderlinge duels» 18:00 uur | Dima Nazarov 54' |       | 14' Iliyan Mitsanski 87' Ventsislav Hristov | Bakcell Arena, Bakoe Toeschouwers: 10.000 Scheidsrechter: Alon Yefet (ISR) |

|                                                                            |           |                            |         | |
| 10 oktober Kwalificatie EK 2016 Groep H № 719 «onderlinge duels» 20:45 uur | Bulgarije | 0 – 1                      | Kroatië | Vasil Levski Nationaal Stadion, Sofia Toeschouwers: 30.062 Scheidsrechter: Antonio Mateu Lahoz (ESP) |
| 10 oktober Kwalificatie EK 2016 Groep H № 719 «onderlinge duels» 20:45 uur |           | 36' (e.d.) Nikolaj Bodurov |         | Vasil Levski Nationaal Stadion, Sofia Toeschouwers: 30.062 Scheidsrechter: Antonio Mateu Lahoz (ESP) |

|                                                                            |                                          |       |                     |                                                                                       |
| 13 oktober Kwalificatie EK 2016 Groep H № 720 «onderlinge duels» 20:45 uur | Noorwegen                                | 2 – 1 | Bulgarije           | Ullevaalstadion, Oslo Toeschouwers: 18.990 Scheidsrechter: Olegário Benquerença (POR) |
| 13 oktober Kwalificatie EK 2016 Groep H № 720 «onderlinge duels» 20:45 uur | Tarik Elyounoussi 13' Håvard Nielsen 72' |       | 43' Nikolay Bodurov | Ullevaalstadion, Oslo Toeschouwers: 18.990 Scheidsrechter: Olegário Benquerença (POR) |

|                                                                             |                     |       |                           | |
| 16 november Kwalificatie EK 2016 Groep H № 721 «onderlinge duels» 20:45 uur | Bulgarije           | 1 – 1 | Malta                     | Vasil Levski Nationaal Stadion, Sofia Toeschouwers: 600 Scheidsrechter: Markus Strömbergsson (SWE) |
| 16 november Kwalificatie EK 2016 Groep H № 721 «onderlinge duels» 20:45 uur | Andrey Galabinov 6' |       | 49' (pen.) Clayton Failla | Vasil Levski Nationaal Stadion, Sofia Toeschouwers: 600 Scheidsrechter: Markus Strömbergsson (SWE) |

### 2015
|                                                                          |                                       |       |                                                 |                                                                                                |
| 28 maart Kwalificatie EK 2016 Groep H № 722 «onderlinge duels» 18:00 uur | Bulgarije                             | 2 – 2 | Italië                                          | Vasil Levski Nationaal Stadion, Sofia Toeschouwers: 10.359 Scheidsrechter: Damir Skomina (SLO) |
| 28 maart Kwalificatie EK 2016 Groep H № 722 «onderlinge duels» 18:00 uur | Ivelin Popov 11' Iliyan Mitsanski 17' |       | 4' (e.d.) Jordan Minev 84' Éder Citadin Martins | Vasil Levski Nationaal Stadion, Sofia Toeschouwers: 10.359 Scheidsrechter: Damir Skomina (SLO) |

|                                                             |                                                                             |       |           |                                                                                               |
| 8 juni Vriendschappelijk № 723 «onderlinge duels» 20:45 uur | Turkije                                                                     | 4 – 0 | Bulgarije | Recep Tayyip Erdoğanstadion, Istanboel Toeschouwers: 3.200 Scheidsrechter: Davide Massa (ITA) |
| 8 juni Vriendschappelijk № 723 «onderlinge duels» 20:45 uur | Hakan Çalhanoğlu 49' Hakan Çalhanoğlu 54' Burak Yılmaz 56' Burak Yılmaz 80' |       |           | Recep Tayyip Erdoğanstadion, Istanboel Toeschouwers: 3.200 Scheidsrechter: Davide Massa (ITA) |

|                                                                         |       |                  |           |                                                                                        |
| 12 juni Kwalificatie EK 2016 Groep H № 724 «onderlinge duels» 20:00 uur | Malta | 0 – 1            | Bulgarije | Ta' Qalistadion, Ta' Qali Toeschouwers: 3.900 Scheidsrechter: Aleksandar Stavrev (MKD) |
| 12 juni Kwalificatie EK 2016 Groep H № 724 «onderlinge duels» 20:00 uur |       | 56' Ivelin Popov |           | Ta' Qalistadion, Ta' Qali Toeschouwers: 3.900 Scheidsrechter: Aleksandar Stavrev (MKD) |

|                                                                             |           |                   |           |                                                                                              |
| 3 september Kwalificatie EK 2016 Groep H № 725 «onderlinge duels» 18:00 uur | Bulgarije | 0 – 1             | Noorwegen | Vasil Levski Nationaal Stadion, Sofia Toeschouwers: 11.459 Scheidsrechter: Bas Nijhuis (NED) |
| 3 september Kwalificatie EK 2016 Groep H № 725 «onderlinge duels» 18:00 uur |           | 57' Vegard Forren |           | Vasil Levski Nationaal Stadion, Sofia Toeschouwers: 11.459 Scheidsrechter: Bas Nijhuis (NED) |

|                                                                             |                            |       |           |                                                                                          |
| 6 september Kwalificatie EK 2016 Groep H № 726 «onderlinge duels» 20:45 uur | Italië                     | 1 – 0 | Bulgarije | Stadio Renzo Barbera, Palermo Toeschouwers: 21.000 Scheidsrechter: Sergej Karasjov (RUS) |
| 6 september Kwalificatie EK 2016 Groep H № 726 «onderlinge duels» 20:45 uur | Daniele De Rossi 6' (pen.) |       |           | Stadio Renzo Barbera, Palermo Toeschouwers: 21.000 Scheidsrechter: Sergej Karasjov (RUS) |

|                                                                            |                                                     |       |           |                                                                                 |
| 10 oktober Kwalificatie EK 2016 Groep H № 727 «onderlinge duels» 20:45 uur | Kroatië                                             | 3 – 0 | Bulgarije | Maksimirstadion, Zagreb Toeschouwers: 0 Scheidsrechter: Artur Soares Dias (POR) |
| 10 oktober Kwalificatie EK 2016 Groep H № 727 «onderlinge duels» 20:45 uur | Ivan Perišić 2' Ivan Rakitić 42' Nikola Kalinić 81' |       |           | Maksimirstadion, Zagreb Toeschouwers: 0 Scheidsrechter: Artur Soares Dias (POR) |

|                                                                            |                                             |       |              |                                                                                              |
| 13 oktober Kwalificatie EK 2016 Groep H № 728 «onderlinge duels» 20:45 uur | Bulgarije                                   | 2 – 0 | Azerbeidzjan | Vasil Levski Nationaal Stadion, Sofia Toeschouwers: 1.000 Scheidsrechter: Tamás Bognar (HUN) |
| 13 oktober Kwalificatie EK 2016 Groep H № 728 «onderlinge duels» 20:45 uur | Mihail Aleksandrov 20' Dimitar Rangelov 56' |       |              | Vasil Levski Nationaal Stadion, Sofia Toeschouwers: 1.000 Scheidsrechter: Tamás Bognar (HUN) |

### 2016
|                                                               |          |                |           |                                                                                                   |
| 25 maart Vriendschappelijk № 729 «onderlinge duels» 18:00 uur | Portugal | 0 – 1          | Bulgarije | Estádio Dr. Magalhães Pessoa, Leiria Toeschouwers: 19.355 Scheidsrechter: Carlos Clos Gómez (ESP) |
| 25 maart Vriendschappelijk № 729 «onderlinge duels» 18:00 uur |          | 19' Marcelinho |           | Estádio Dr. Magalhães Pessoa, Leiria Toeschouwers: 19.355 Scheidsrechter: Carlos Clos Gómez (ESP) |

|                                                               |           |                                           |           |                                                                               |
| 29 maart Vriendschappelijk № 730 «onderlinge duels» 18:00 uur | Macedonië | 0 – 2                                     | Bulgarije | Philip II Arena, Skopje Toeschouwers: 1.000 Scheidsrechter: Enea Jorgji (ALB) |
| 29 maart Vriendschappelijk № 730 «onderlinge duels» 18:00 uur |           | 66' Dimitar Rangelov 88' Aleksandar Tonev |           | Philip II Arena, Skopje Toeschouwers: 1.000 Scheidsrechter: Enea Jorgji (ALB) |

|                                                                  | |       |                                           |                                                                                     |
| 3 juni Kirin Cup Halve finale № 731 «onderlinge duels» 20:00 uur | Japan | 7 – 2 | Bulgarije                                 | Toyotastadion, Toyota Toeschouwers: 41.940 Scheidsrechter: Bartosz Frankowski (POL) |
| 3 juni Kirin Cup Halve finale № 731 «onderlinge duels» 20:00 uur | Shinji Okazaki 4' Shinji Kagawa 27' Shinji Kagawa 34' Maya Yoshida 38' Maya Yoshida 54' Takashi Usami 57' Takuma Asano 87' (pen.) |       | 59' Mihail Aleksandrov 82' Ivaylo Chochev | Toyotastadion, Toyota Toeschouwers: 41.940 Scheidsrechter: Bartosz Frankowski (POL) |

|                                                            |           |                                                                                        |            |                                                                                         |
| 7 juni Kirin Cup Finale № 732 «onderlinge duels» 20:00 uur | Bulgarije | 0 – 4                                                                                  | Denemarken | Gemeentelijk stadion Suita, Suita Toeschouwers: 14.223 Scheidsrechter: Ryuji Sato (JPN) |
| 7 juni Kirin Cup Finale № 732 «onderlinge duels» 20:00 uur |           | 39' Morten Rasmussen 72' Christian Eriksen 74' Christian Eriksen 82' Christian Eriksen |            | Gemeentelijk stadion Suita, Suita Toeschouwers: 14.223 Scheidsrechter: Ryuji Sato (JPN) |

|                                                                             |                                                                             |       |                                                                 |                                                                                                   |
| 6 september Kwalificatie WK 2018 Groep A № 733 «onderlinge duels» 20:45 uur | Bulgarije                                                                   | 4 – 3 | Luxemburg                                                       | Vasil Levski Nationaal Stadion, Sofia Toeschouwers: 3.000 Scheidsrechter: Gediminas Mažeika (LTU) |
| 6 september Kwalificatie WK 2018 Groep A № 733 «onderlinge duels» 20:45 uur | Dimitar Rangelov 16' Marcelinho 65' Ivelin Popov 79' Aleksandar Tonev 90+2' |       | 60' Aurélien Joachim 62' Aurélien Joachim 90+1' Florian Bohnert | Vasil Levski Nationaal Stadion, Sofia Toeschouwers: 3.000 Scheidsrechter: Gediminas Mažeika (LTU) |

|                                                                           |                                                                             |       |                              |                                                                                    |
| 7 oktober Kwalificatie WK 2018 Groep A № 734 «onderlinge duels» 20:45 uur | Frankrijk                                                                   | 4 – 1 | Bulgarije                    | Stade de France, Saint-Denis Toeschouwers: 70.000 Scheidsrechter: Luca Banti (ITA) |
| 7 oktober Kwalificatie WK 2018 Groep A № 734 «onderlinge duels» 20:45 uur | Kévin Gameiro 23' Dimitri Payet 26' Antoine Griezmann 38' Kévin Gameiro 59' |       | 6' (pen.) Mihail Aleksandrov | Stade de France, Saint-Denis Toeschouwers: 70.000 Scheidsrechter: Luca Banti (ITA) |

|                                                                            |                                                          |       |           |                                                                                |
| 10 oktober Kwalificatie WK 2018 Groep A № 735 «onderlinge duels» 20:45 uur | Zweden                                                   | 3 – 0 | Bulgarije | Friends Arena, Solna Toeschouwers: 21.777 Scheidsrechter: Michael Oliver (ENG) |
| 10 oktober Kwalificatie WK 2018 Groep A № 735 «onderlinge duels» 20:45 uur | Ola Toivonen 39' Oscar Hiljemark 45' Victor Lindelöf 58' |       |           | Friends Arena, Solna Toeschouwers: 21.777 Scheidsrechter: Michael Oliver (ENG) |

|                                                                             |                  |       |             |                                                                                                  |
| 13 november Kwalificatie WK 2018 Groep A № 736 «onderlinge duels» 20:45 uur | Bulgarije        | 1 – 0 | Wit-Rusland | Vasil Levski Nationaal Stadion, Sofia Toeschouwers: 1.994 Scheidsrechter: Stephan Klossner (SUI) |
| 13 november Kwalificatie WK 2018 Groep A № 736 «onderlinge duels» 20:45 uur | Ivelin Popov 10' |       |             | Vasil Levski Nationaal Stadion, Sofia Toeschouwers: 1.994 Scheidsrechter: Stephan Klossner (SUI) |

### 2017
|                                                                  |                              |       |           |                                                                                                 |
| 25 maart Kwalificatie WK 2018 № 737 «onderlinge duels» 20:45 uur | Bulgarije                    | 2 – 0 | Nederland | Vasil Levski Nationaal Stadion, Sofia Toeschouwers: 13.000 Scheidsrechter: William Collum (SCO) |
| 25 maart Kwalificatie WK 2018 № 737 «onderlinge duels» 20:45 uur | Spas Delev 5' Spas Delev 20' |       |           | Vasil Levski Nationaal Stadion, Sofia Toeschouwers: 13.000 Scheidsrechter: William Collum (SCO) |

|                                                                |                                               |       |                         |                                                                            |
| 9 juni Kwalificatie WK 2018 № 738 «onderlinge duels» 20:45 uur | Wit-Rusland                                   | 2 – 1 | Bulgarije               | Borisov Arena, Borisov Toeschouwers: 6.150 Scheidsrechter: Matej Jug (SLO) |
| 9 juni Kwalificatie WK 2018 № 738 «onderlinge duels» 20:45 uur | Mikhail Sivakov 33' (pen.) Pavel Savitski 80' |       | 90+1' Georgi Kostadinov | Borisov Arena, Borisov Toeschouwers: 6.150 Scheidsrechter: Matej Jug (SLO) |

|                                                                             |                                                                |       |                                   |                                                                                                   |
| 31 augustus Kwalificatie WK 2018 Groep A № 739 «onderlinge duels» 20:45 uur | Bulgarije                                                      | 3 – 2 | Zweden                            | Vasil Levski Nationaal Stadion, Sofia Toeschouwers: 9.500 Scheidsrechter: Paolo Tagliavento (ITA) |
| 31 augustus Kwalificatie WK 2018 Groep A № 739 «onderlinge duels» 20:45 uur | Stanislav Manolev 12' Georgi Kostadinov 33' Ivaylo Chochev 79' |       | 29' Mikael Lustig 44' Marcus Berg | Vasil Levski Nationaal Stadion, Sofia Toeschouwers: 9.500 Scheidsrechter: Paolo Tagliavento (ITA) |

|                                                                             |                                                   |       |                       |                                                                                               |
| 3 september Kwalificatie WK 2018 Groep A № 740 «onderlinge duels» 20:45 uur | Nederland                                         | 3 – 1 | Bulgarije             | Amsterdam ArenA, Amsterdam Toeschouwers: 47.079 Scheidsrechter: Anastasios Sidiropoulos (GRE) |
| 3 september Kwalificatie WK 2018 Groep A № 740 «onderlinge duels» 20:45 uur | Davy Pröpper 7' Arjen Robben 67' Davy Pröpper 80' |       | 69' Georgi Kostadinov | Amsterdam ArenA, Amsterdam Toeschouwers: 47.079 Scheidsrechter: Anastasios Sidiropoulos (GRE) |

|                                                                           |           |                   |           | |
| 7 oktober Kwalificatie WK 2018 Groep A № 741 «onderlinge duels» 20:45 uur | Bulgarije | 0 – 1             | Frankrijk | Vasil Levski Nationaal Stadion, Sofia Toeschouwers: 16.000 Scheidsrechter: Antonio Mateu Lahoz (ESP) |
| 7 oktober Kwalificatie WK 2018 Groep A № 741 «onderlinge duels» 20:45 uur |           | 3' Blaise Matuidi |           | Vasil Levski Nationaal Stadion, Sofia Toeschouwers: 16.000 Scheidsrechter: Antonio Mateu Lahoz (ESP) |

|                                                                            |                  |       |                    |                                                                                         |
| 10 oktober Kwalificatie WK 2018 Groep A № 742 «onderlinge duels» 20:45 uur | Luxemburg        | 1 – 1 | Bulgarije          | Stade Josy Barthel, Luxemburg-Stad Toeschouwers: 2.752 Scheidsrechter: István Vad (HUN) |
| 10 oktober Kwalificatie WK 2018 Groep A № 742 «onderlinge duels» 20:45 uur | Olivier Thill 3' |       | 69' Ivaylo Chochev | Stade Josy Barthel, Luxemburg-Stad Toeschouwers: 2.752 Scheidsrechter: István Vad (HUN) |

|                                                                  |               |                  |           |                                                                                      |
| 13 november Vriendschappelijk № 743 «onderlinge duels» 18:00 uur | Saoedi-Arabië | 0 – 1            | Bulgarije | Estádio do Restelo, Lissabon Toeschouwers: 500 Scheidsrechter: Fábio Veríssimo (POR) |
| 13 november Vriendschappelijk № 743 «onderlinge duels» 18:00 uur |               | 81' Ivelin Popov |           | Estádio do Restelo, Lissabon Toeschouwers: 500 Scheidsrechter: Fábio Veríssimo (POR) |

### 2018
|                                                               |           |                 |                |                                                                                        |
| 23 maart Vriendschappelijk № 744 «onderlinge duels» 18:00 uur | Bulgarije | 0 – 1           | Bosnië en Her. | Loedogorets Arena, Razgrad Toeschouwers: 2.200 Scheidsrechter: François Letexier (FRA) |
| 23 maart Vriendschappelijk № 744 «onderlinge duels» 18:00 uur |           | 20' Kenan Kodro |                | Loedogorets Arena, Razgrad Toeschouwers: 2.200 Scheidsrechter: François Letexier (FRA) |

|                                                               |                                               |       |                             |                                                                            |
| 26 maart Vriendschappelijk № 745 «onderlinge duels» 19:00 uur | Bulgarije                                     | 2 – 1 | Kazachstan                  | Pancho Aréna, Felcsút Toeschouwers: 100 Scheidsrechter: Tamás Bognár (HUN) |
| 26 maart Vriendschappelijk № 745 «onderlinge duels» 19:00 uur | Ivelin Popov 23' (pen.) Nikolay Bodurov 90+4' |       | 55' Yerkebulan Tungyshbayev | Pancho Aréna, Felcsút Toeschouwers: 100 Scheidsrechter: Tamás Bognár (HUN) |

|                                                                            |               |       |                                      |                                                                                  |
| 6 september UEFA Nations League 2018/19 № 746 «onderlinge duels» 20:45 uur | Slovenië      | 1 – 2 | Bulgarije                            | Stožicestadion, Ljubljana Toeschouwers: 5.100 Scheidsrechter: Davide Massa (ITA) |
| 6 september UEFA Nations League 2018/19 № 746 «onderlinge duels» 20:45 uur | Miha Zajc 40' |       | 3' Bozhidar Kraev 59' Bozhidar Kraev | Stožicestadion, Ljubljana Toeschouwers: 5.100 Scheidsrechter: Davide Massa (ITA) |

|                                                                            |                      |       |           |                                                                                                  |
| 9 september UEFA Nations League 2018/19 № 747 «onderlinge duels» 18:00 uur | Bulgarije            | 1 – 0 | Noorwegen | Vasil Levski Nationaal Stadion, Sofia Toeschouwers: 7.100 Scheidsrechter: Daniel Stefański (POL) |
| 9 september UEFA Nations League 2018/19 № 747 «onderlinge duels» 18:00 uur | Radoslav Vasilev 59' |       |           | Vasil Levski Nationaal Stadion, Sofia Toeschouwers: 7.100 Scheidsrechter: Daniel Stefański (POL) |

|                                                                           |                                      |       |                       |                                                                                                  |
| 13 oktober UEFA Nations League 2018/19 № 748 «onderlinge duels» 20:45 uur | Bulgarije                            | 2 – 1 | Cyprus                | Vasil Levski Nationaal Stadion, Sofia Toeschouwers: 10.000 Scheidsrechter: Srđan Jovanović (SRB) |
| 13 oktober UEFA Nations League 2018/19 № 748 «onderlinge duels» 20:45 uur | Kiril Despodov 59' Todor Nedelev 67' |       | 41' Grigoris Kastanos | Vasil Levski Nationaal Stadion, Sofia Toeschouwers: 10.000 Scheidsrechter: Srđan Jovanović (SRB) |

|                                                                           |                         |       |           |                                                                              |
| 16 oktober UEFA Nations League 2018/19 № 749 «onderlinge duels» 20:45 uur | Noorwegen               | 1 – 0 | Bulgarije | Ullevaalstadion, Sofia Toeschouwers: 9.523 Scheidsrechter: John Beaton (SCO) |
| 16 oktober UEFA Nations League 2018/19 № 749 «onderlinge duels» 20:45 uur | Mohamed Elyounoussi 31' |       |           | Ullevaalstadion, Sofia Toeschouwers: 9.523 Scheidsrechter: John Beaton (SCO) |

|                                                                            |                          |       |                             |                                                                                  |
| 16 november UEFA Nations League 2018/19 № 750 «onderlinge duels» 20:45 uur | Cyprus                   | 1 – 1 | Bulgarije                   | GSP-stadion, Nicosia Toeschouwers: 3.844 Scheidsrechter: Mohammed Al-Hakim (SWE) |
| 16 november UEFA Nations League 2018/19 № 750 «onderlinge duels» 20:45 uur | Panagiotis Zachariou 24' |       | 89' (pen.) Nikolai Dimitrov | GSP-stadion, Nicosia Toeschouwers: 3.844 Scheidsrechter: Mohammed Al-Hakim (SWE) |

|                                                                            |                  |       |               |                                                                                               |
| 19 november UEFA Nations League 2018/19 № 751 «onderlinge duels» 20:45 uur | Bulgarije        | 1 – 1 | Slovenië      | Vasil Levski Nationaal Stadion, Sofia Toeschouwers: 3.092 Scheidsrechter: Hüseyin Göçek (TUR) |
| 19 november UEFA Nations League 2018/19 № 751 «onderlinge duels» 20:45 uur | Galin Ivanov 68' |       | 75' Miha Zajc | Vasil Levski Nationaal Stadion, Sofia Toeschouwers: 3.092 Scheidsrechter: Hüseyin Göçek (TUR) |

### 2019
|                                                                  |                   |       |                   |                                                                                              |
| 22 maart Kwalificatie EK 2020 № 752 «onderlinge duels» 20:45 uur | Bulgarije         | 1 – 1 | Montenegro        | Vasil Levski Nationaal Stadion, Sofia Toeschouwers: 5.652 Scheidsrechter: Ruddy Buquet (FRA) |
| 22 maart Kwalificatie EK 2020 № 752 «onderlinge duels» 20:45 uur | Todor Nedelev 82' |       | 50' Stefan Mugoša | Vasil Levski Nationaal Stadion, Sofia Toeschouwers: 5.652 Scheidsrechter: Ruddy Buquet (FRA) |

|                                                                  |                  |       |                    |                                                                                            |
| 25 maart Kwalificatie EK 2020 № 753 «onderlinge duels» 20:45 uur | Kosovo           | 1 – 1 | Bulgarije          | Fadil Vokrristadion, Pristina Toeschouwers: 12.580 Scheidsrechter: Gediminas Mažeika (LTU) |
| 25 maart Kwalificatie EK 2020 № 753 «onderlinge duels» 20:45 uur | Arbër Zeneli 61' |       | 39' Vasil Bozhikov | Fadil Vokrristadion, Pristina Toeschouwers: 12.580 Scheidsrechter: Gediminas Mažeika (LTU) |

|                                                                |                                     |       |               |                                                                               |
| 7 juni Kwalificatie EK 2020 № 754 «onderlinge duels» 20:45 uur | Tsjechië                            | 2 – 1 | Bulgarije     | Generali Arena, Praag Toeschouwers: 13.482 Scheidsrechter: Tamás Bognár (HUN) |
| 7 juni Kwalificatie EK 2020 № 754 «onderlinge duels» 20:45 uur | Patrik Schick 19' Patrik Schick 50' |       | 3' Ismail Isa | Generali Arena, Praag Toeschouwers: 13.482 Scheidsrechter: Tamás Bognár (HUN) |

|                                                                 |                                        |       |                                                       | |
| 10 juni Kwalificatie EK 2020 № 755 «onderlinge duels» 20:45 uur | Bulgarije                              | 2 – 3 | Kosovo                                                | Vasil Levski Nationaal Stadion, Sofia Toeschouwers: 4.994 Scheidsrechter: Mads-Kristoffer Kristoffersen (DEN) |
| 10 juni Kwalificatie EK 2020 № 755 «onderlinge duels» 20:45 uur | Ivelin Popov 43' Kristian Dimitrov 55' |       | 14' Milot Rashica 64' Vedat Muriqi 90+3' Elba Rashani | Vasil Levski Nationaal Stadion, Sofia Toeschouwers: 4.994 Scheidsrechter: Mads-Kristoffer Kristoffersen (DEN) |

|                                                                     |                                                                                |       |           |                                                                                |
| 7 september Kwalificatie EK 2020 № 756 «onderlinge duels» 18:00 uur | Engeland                                                                       | 4 – 0 | Bulgarije | Wembley Stadium, Londen Toeschouwers: 82.605 Scheidsrechter: Marco Guida (ITA) |
| 7 september Kwalificatie EK 2020 № 756 «onderlinge duels» 18:00 uur | Harry Kane 24' Harry Kane 50' (pen.) Raheem Sterling 55' Harry Kane 73' (pen.) |       |           | Wembley Stadium, Londen Toeschouwers: 82.605 Scheidsrechter: Marco Guida (ITA) |

|                                                                   |                                                  |       |                         |                                                                             |
| 10 september Vriendschappelijk № 757 «onderlinge duels» 20:45 uur | Ierland                                          | 3 – 1 | Bulgarije               | Avivastadion, Dublin Toeschouwers: 18.259 Scheidsrechter: Tobias Welz (GER) |
| 10 september Vriendschappelijk № 757 «onderlinge duels» 20:45 uur | Alan Browne 56' Kevin Long 83' James Collins 86' |       | 67' (pen.) Ivelin Popov | Avivastadion, Dublin Toeschouwers: 18.259 Scheidsrechter: Tobias Welz (GER) |

|                                                                    |            |       |           |                                                                                        |
| 11 oktober Kwalificatie EK 2020 № 758 «onderlinge duels» 20:45 uur | Montenegro | 0 – 0 | Bulgarije | Pod Goricomstadion, Podgorica Toeschouwers: 3.012 Scheidsrechter: Andreas Ekberg (SWE) |
| 11 oktober Kwalificatie EK 2020 № 758 «onderlinge duels» 20:45 uur |            |       |           | Pod Goricomstadion, Podgorica Toeschouwers: 3.012 Scheidsrechter: Andreas Ekberg (SWE) |

|                                                                    |           | |          |                                                                                             |
| 14 oktober Kwalificatie EK 2020 № 759 «onderlinge duels» 20:45 uur | Bulgarije | 0 – 6 | Engeland | Vasil Levski Nationaal Stadion, Sofia Toeschouwers: 17.481 Scheidsrechter: Ivan Bebek (CRO) |
| 14 oktober Kwalificatie EK 2020 № 759 «onderlinge duels» 20:45 uur |           | 7' Marcus Rashford 20' Ross Barkley 32' Ross Barkley 45+3' Raheem Sterling 69' Raheem Sterling 85' Harry Kane |          | Vasil Levski Nationaal Stadion, Sofia Toeschouwers: 17.481 Scheidsrechter: Ivan Bebek (CRO) |

|                                                                  |           |                    |          |                                                                                              |
| 14 november Vriendschappelijk № 760 «onderlinge duels» 18:00 uur | Bulgarije | 0 – 1              | Paraguay | Vasil Levski Nationaal Stadion, Sofia Toeschouwers: 500 Scheidsrechter: Inácio Pereira (POR) |
| 14 november Vriendschappelijk № 760 «onderlinge duels» 18:00 uur |           | 60' Miguel Almirón |          | Vasil Levski Nationaal Stadion, Sofia Toeschouwers: 500 Scheidsrechter: Inácio Pereira (POR) |

|                                                                     |                    |       |          |                                                                                             |
| 17 november Kwalificatie EK 2020 № 761 «onderlinge duels» 18:00 uur | Bulgarije          | 1 – 0 | Tsjechië | Vasil Levski Nationaal Stadion, Sofia Toeschouwers: 0 Scheidsrechter: Sergej Karasjov (RUS) |
| 17 november Kwalificatie EK 2020 № 761 «onderlinge duels» 18:00 uur | Vasil Bozhikov 56' |       |          | Vasil Levski Nationaal Stadion, Sofia Toeschouwers: 0 Scheidsrechter: Sergej Karasjov (RUS) |

BFS · A-internationals · Selecties · Bondscoaches · Bulgaars vrouwenelftal · Olympisch elftal · Bulgarije U21 · Bulgarije U20 · Bulgarije U19 · Bulgarije U18 · Bulgarije U17 · Bulgarije U16
1924 – 1929 · 
1930 – 1939 · 
1940 – 1949 · 
1950 – 1959 · 
1960 – 1969 · 
1970 – 1979 · 
1980 – 1989 · 
1990 – 1999 · 
2000 – 2009 · 
2010 – 2019 ·
2020 − 2029
EK 1996 · 
EK 2004
WK 1962 · 
WK 1966 · 
WK 1970 · 
WK 1974 · 
WK 1986 · 
WK 1994 · 
WK 1998
OS 1924 · 
OS 1952 · 
OS 1956 · 
OS 1960 · 
OS 1968
1924 · 
1925 · 
1926 · 
1927 · 
1928 ·
1929 · 
1930 · 
1931 · 
1932 · 
1933 · 
1934 · 
1935 · 
1936 · 
1937 · 
1938 · 
1939 · 
1940 · 
1941 ·
1942 · 
1943 · 
1944 · 1945 · 
1946 ·
1947 · 
1948 · 
1949 · 
1950 · 
1952 · 
1952 · 
1953 · 
1954 · 
1955 · 
1956 · 
1957 · 
1958 · 
1959 · 
1960 · 
1961 · 
1962 · 
1963 · 
1964 · 
1965 · 
1966 · 
1967 · 
1968 · 
1969 · 
1970 · 
1971 · 
1972 · 
1973 · 
1974 · 
1975 · 
1976 · 
1977 · 
1978 · 
1979 · 
1980 · 
1981 · 
1982 · 
1983 · 
1984 · 
1985 · 
1986 · 
1987 · 
1988 · 
1989 · 
1990 · 
1991 · 
1992 · 
1993 · 
1994 · 
1995 · 
1996 · 
1997 · 
1998 · 
1999 · 
2000 · 
2001 · 
2002 · 
2003 · 
2004 · 
2005 · 
2006 · 
2007 · 
2008 · 
2009 · 
2010 · 
2011 · 
2012 · 
2013 · 
2014 · 
2015 ·
2016 ·
2017 ·
2018 ·
2019 ·
2020 ·
2021 ·
2022 ·
2023 ·
2024
Albanië ·
Algerije ·
Andorra ·
Argentinië ·
Armenië ·
Australië ·
Azerbeidzjan ·
België ·
Bolivia ·
Bosnië en Herzegovina ·
Brazilië ·
Canada · 
Chili ·
Cuba ·
Cyprus ·
DDR ·
Denemarken ·
Duitsland ·
Ecuador ·
Egypte ·
Engeland ·
Estland ·
Finland ·
Frankrijk ·
Georgië ·
Gibraltar ·
Griekenland ·
Hongarije ·
Ierland ·
IJsland ·
Indonesië ·
Iran ·
Israël ·
Italië ·
Jamaica ·
Japan ·
Joegoslavië ·
Jordanië ·
Kameroen ·
Kazachstan ·
Koeweit ·
Kosovo ·
Kroatië ·
Letland ·
Libanon ·
Litouwen ·
Luxemburg ·
Malta ·
Marokko ·
Mexico ·
Moldavië ·
Montenegro ·
Nederland ·
Nieuw-Caledonië ·
Nigeria ·
Noord-Ierland ·
Noord-Korea ·
Noord-Macedonië ·
Noorwegen ·
Oekraïne ·
Oman ·
Oostenrijk ·
Paraguay ·
Peru ·
Polen ·
Portugal ·
Qatar ·
Roemenië ·
Rusland ·
San Marino ·
Saoedi-Arabië ·
Schotland ·
Servië ·
Servië en Montenegro ·
Slovenië ·
Slowakije ·
Sovjet-Unie ·
Spanje ·
Tanzania ·
Thailand ·
Tsjechië ·
Tsjecho-Slowakije ·
Tunesië ·
Turkije ·
Uruguay ·
Verenigde Arabische Emiraten ·
Wales ·
Wit-Rusland ·
Zuid-Afrika ·
Zuid-Korea ·
Zweden ·
Zwitserland
AFC-zone: Afghanistan · Australië · Bahrein · Bangladesh · Bhutan · Brunei · Cambodja · China · Chinees Taipei · Filipijnen · Guam · Hongkong · India · Indonesië · Iran · Irak · Japan · Jemen · Jordanië · Koeweit · Kirgizië · Laos · Libanon · Macau · Maleisië · Maldiven · Mongolië · Myanmar · Nepal · Noord-Korea · Oezbekistan · Oman · Oost-Timor · Pakistan · Palestina · Qatar · Saoedi-Arabië · Singapore · Sri Lanka · Syrië · Tadjikistan · Thailand · Turkmenistan · Verenigde Arabische Emiraten · Vietnam · Zuid-Korea

CAF-zone: Algerije · Angola · Benin · Botswana · Burkina Faso · Burundi · Centraal-Afrikaanse Republiek · Comoren · Congo-Brazzaville · Congo-Kinshasa · Djibouti · Egypte · Equatoriaal-Guinea · Eritrea · Ethiopië · Gabon · Gambia · Ghana · Guinee · Guinee-Bissau · Ivoorkust · Kaapverdië · Kameroen · Kenia · Lesotho · Liberia · Libië · Madagaskar · Malawi · Mali · Mauritanië · Mauritius · Marokko · Mozambique · Namibië · Niger · Nigeria · Oeganda · Rwanda · Sao Tomé en Principe · Senegal · Seychellen · Sierra Leone · Soedan · Somalië · Swaziland · Tanzania · Togo · Tsjaad · Tunesië · Zambia · Zimbabwe · Zuid-Afrika · Zuid-Soedan 

CONCACAF-zone: Amerikaanse Maagdeneilanden · Anguilla · Antigua en Barbuda · Aruba · Bahama's · Barbados · Belize · Bermuda · Britse Maagdeneilanden · Canada · Kaaimaneilanden · Costa Rica · Cuba · Curaçao · Dominica · Dominicaanse Republiek · El Salvador · Frans Guyana · Grenada · Guadeloupe · Guatemala · Guyana · Haïti · Honduras · Jamaica · Martinique · Mexico · Montserrat · 
Nicaragua · Panama · Puerto Rico · Saint Kitts en Nevis · Saint Lucia · Saint Vincent en de Grenadines · Sint Maarten · Suriname · Trinidad en Tobago · Turks- en Caicoseilanden · Verenigde Staten

CONMEBOL-zone: Argentinië · Bolivia · Brazilië · Chili · Colombia · Ecuador · Paraguay · Peru · Uruguay · Venezuela

OFC-zone: Amerikaans-Samoa · Cookeilanden · Fiji · Nieuw-Caledonië · Nieuw-Zeeland · Papoea-Nieuw-Guinea · Samoa · Salomoneilanden · Tahiti · Tonga · Vanuatu

UEFA-zone: Albanië · Andorra · Armenië · Azerbeidzjan · België · Bosnië en Herzegovina · Bulgarije · Cyprus · Denemarken · Duitsland · Engeland · Estland · Faeröer · Finland · Frankrijk · Georgië · Gibraltar · Griekenland · Hongarije · IJsland · Ierland · Israël · Italië · Kazachstan · Kosovo · Kroatië · Letland · Liechtenstein · Litouwen · Luxemburg · Macedonië · Malta · Moldavië · Montenegro · Nederland · Noord-Ierland · Noorwegen · Oekraïne · Oostenrijk · Polen · Portugal · Roemenië · Rusland · San Marino · Schotland · Servië · Slovenië · Slowakije · Spanje · Tsjechië · Turkije · Wales · Wit-Rusland · Zweden · Zwitserland